# Gmina Postojna
Postojna – gmina w zachodniej Słowenii, w dolinie rzeki Pivki, u podnóża góry Sovič (677 m). W jego pobliżu znajduje się jaskinia Postojna. W 2015 roku liczyła 15 982 mieszkańców.

## Miejscowości
Miejscowości wchodzące w skład gminy Postojna:

- Belsko
- Brezje pod Nanosom
- Bukovje
- Dilce
- Gorenje
- Goriče
- Grobišče
- Hrašče
- Hrenovice
- Hruševje
- Koče
- Landol
- Liplje
- Lohača
- Mala Brda
- Mali Otok
- Malo Ubeljsko
- Matenja vas
- Orehek
- Planina
- Postojna – siedziba gminy
- Predjama
- Prestranek
- Rakitnik
- Rakulik
- Razdrto
- Sajevče
- Slavina
- Slavinje
- Stara vas
- Strane
- Strmca
- Studenec
- Studeno
- Šmihel pod Nanosom
- Velika Brda
- Veliki Otok
- Veliko Ubeljsko
- Zagon
- Žeje